# Tumor

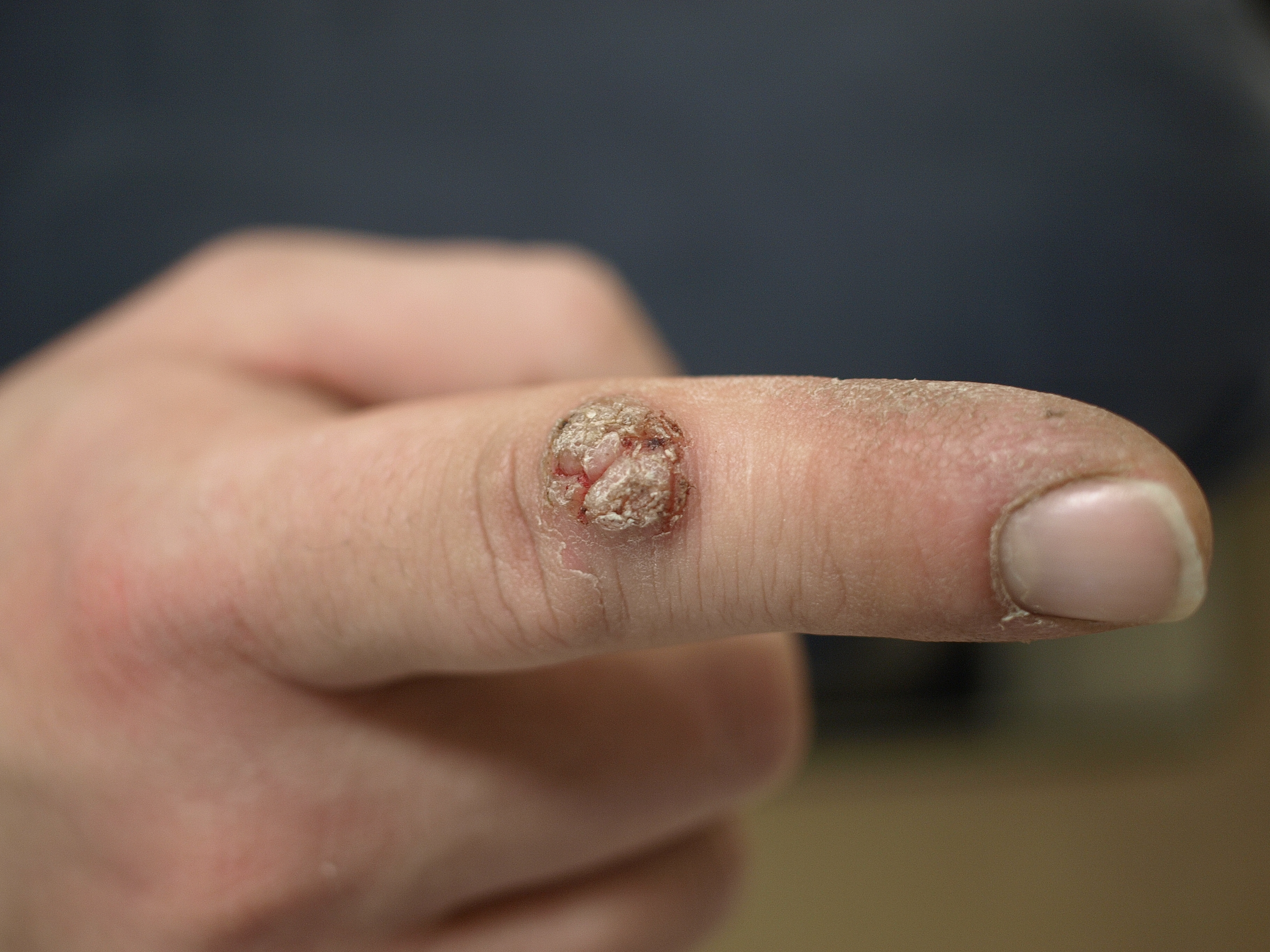
Una berruga és un tipus comú de tumor (no neoplàsic)

Un tumor és qualsevol alteració dels teixits que produeix un augment de volum. Aquesta paraula prové del llatí: tǔmor-tumōris que en català significa «inflor» i que té com sinònims, nus, nòdul, bony.
Generalment en la literatura científica no es fa la distinció amb el terme de neoplàsia. Però no són termes equivalents, així hi han:
- Neoplàsies no tumorals, com les leucèmies o les neoplàsies in situ.
- Tumors no neoplàstics, com els quists i, en certa forma, els teratomes (ja que la majoria de vegades no són "neo" -tumors "nous"- ja que s'han format amb el desenvolupament fetal).

No és criteri suficient per parlar de tumor que l'augment de volum, cal una alteració de les cel·lules del teixit tumoral, així no és consideren tumors a:
- Una inflamació, ja que es parlaria de tumefacció o inflor (junt amb l'augment de temperatura i el dolor). Tot i que els tumors poden comportar inflamació o edema dels teixits que l'envolten.
- Un edema, per una distensió del teixit extracel·lular.
- Una hiperplàsia (per exemple, la molt freqüent hiperplàsia de pròstata) o una hipertròfia (per exemple la muscular).

## Tumors o neoplàsia benignes
Un tumor benigne és una neoplàsia que no posseeix la malignitat dels tumors cancerosos. Això implica que aquest tipus de tumor no creix en forma desproporcionada ni agressiva, no envaeix teixits adjacents, i no fa metàstasis a teixits o òrgans distants. Les cèl·lules de tumors benignes romanen juntes i a vegades són envoltades per una membrana de contenció o càpsula. Els tumors benignes no constituïen generalment una amenaça per la vida; es poden extirpar i, a la majoria dels casos, no reapareixen. Per a denominar aquests tumors s'utilitza com a prefix el nom del teixit que l'origina acompanyada del sufix «-oma» (tumor).

## Tumors malignes o càncer
Els tumors malignes són cancerosos. Les cèl·lules canceroses poden envair i danyar teixits i òrgans propers al tumor. Les cèl·lules canceroses poden separar-se del tumor maligne i entrar al sistema limfàtic o al flux sanguini, que és la manera en què el càncer arriba a altres parts del cos. L'aspecte característic del càncer és la capacitat de la cèl·lula de créixer ràpidament, de manera descontrolada i independent del teixit on va començar. La propagació del càncer a altres llocs o òrgans al cos mitjançant el flux sanguini o el sistema limfàtic s'anomena metàstasis.

## Tumors vegetals
- El bacteri Agrobacterium tumefaciens es caracteritza per produir tumors a les plantes  magnoliòpsids. A la Fitopatologia aquests tumors són anomenats com "ganyes" o "tumors del coll", ja que creixen a la zona on s'uneix l'arrel i la tija (coll).